# Gorazd Štangelj
Gorazd Štangelj (Novo Mesto, 27 gennaio 1973) è un dirigente sportivo ed ex ciclista su strada sloveno, professionista dal 1997 al 2011.

## Carriera
Vincitore nel 1996 del Giro del Belvedere per dilettanti, passò professionista nel 1997. Nel corso degli anni si dimostrò un corridore completo, in grado di competere su tutti i terreni. In carriera assolse prevalentemente compiti di gregariato a favore di campioni come Gilberto Simoni, Damiano Cunego, Ivan Basso, Aleksandr Vinokurov, ma seppe comunque cogliere undici vittorie da pro, tra cui quelle al Trofeo Melinda 2000 e al Giro di Toscana 2001. Partecipò anche a nove edizioni del Giro d'Italia e ai Giochi olimpici di Atene 2004.
Nel 2000 si aggiudicò il titolo nazionale sloveno in linea, salvo poi essere squalificato perché positivo all'efedrina al successivo controllo antidoping: la vittoria venne assegnata ad Andrej Hauptman. Si rifece esattamente dieci anni dopo, nel 2010, aggiudicandosi in solitaria il titolo nazionale sul traguardo di Ptuj.
Abbandonata l'attività agonistica al termine della stagione 2011, all'età di trentott'anni, nel 2012 assunse la carica di direttore sportivo aggiunto per il Pro Team Astana. Dal 2017 è direttore sportivo del team Bahrain Victorious.

## Palmarès
- 1991 (Juniores)

Classifica generale Tour de I'Abitibi Juniors
- 1993 (Dilettanti)

1ª tappa Giro di Slovenia (Novo Mesto > Novo Mesto, cronometro)
- 1994 (Dilettanti)

Grand Prix Kranj
2ª tappa Giro delle Regioni (Massa > Buti)
- 1995 (una vittoria)

Campionati sloveni, Prova in linea Elite
- 1996 (Zalf-Euromobil-Fior dilettanti)

Giro del Belvedere
1ª tappa Tour de Vendee
- 1998 (Krka-Telekom Slovenije, cinque vittorie)

2ª tappa Grand Prix Kranj (Kranj > Šmarjetna Gora)
Classifica generale Grand Prix Kranj
5ª tappa Giro della Bassa Sassonia (Bad Pyrmont > Osteroden)
1ª tappa Wyścig Solidarności i Towarzystwa Olimpijczyków Polskich (Lodz > Lodz, cronometro)
Super Prestige Gars
- 1999 (Mobilvetta Design-Northwave, una vittoria)

Classifica generale Commonwealth Bank Classic
- 2000 (Liquigas-Patata, tre vittorie)

2ª tappa, 2ª semitappa Giro d'Austria (Weyer > Maria Neustift)
5ª tappa Grand Prix du Midi Libre (Saint-Geniez d'Olt > L'Espérou)
Trofeo Melinda
- 2001 (Liquigas-Patata, una vittoria)

Giro di Toscana
- 2010 (Astana Team, una vittoria)

Campionati sloveni, Prova in linea Elite

### Altri successi
- 1997 (Krka-Telekom Slovenije)

GP Südkärnten
- 2003 (Fassa Bortolo)

Criterium di Medvode
- 2007 (Lampre-Fondital)

1ª tappa Giro di Polonia (Varsavia, cronosquadre)
Classifica scalatori Critérium International
- 2008 (Liquigas)

1ª tappa Vuelta a España (Granada, cronosquadre)

## Piazzamenti

### Grandi Giri
- Giro d'Italia

1999: non partito (14ª tappa)
2001: 72º
2002: non partito (1ª tappa)
2004: 95º
2005: 67º
2006: 59º
2007: 78º
2009: 96º
2010: 92º
2011: 86º
- Tour de France

2005: 87º
- Vuelta a España

2002: 74º
2008: 109º

### Classiche monumento
- Milano-Sanremo

2002: 84º
2006: 79º
2007: 68º
- Parigi-Roubaix

2011: 44º
- Liegi-Bastogne-Liegi

2001: 46º
2002: 79º
2003: ritirato
2004: 50º
2005: 54º
2006: 29º
2009: ritirato
2010: 54º
- Giro di Lombardia

1999: ritirato
2000: 9º
2002: 40º
2003: ritirato
2005: 7º
2007: 46º
2008: 52º
2009: 49º
2010: ritirato

### Competizioni mondiali
- Campionati del mondo

Middlesbrough 1990 - In linea Juniores: 29º
Catania 1994 - Cronometro Elite: 43º
Catania 1994 - In linea Dilettanti: 30º
Valkenburg 1998 - In linea Elite: 28º
Verona 1999 - In linea Elite: 45º
Plouay 2000 - In linea Elite: 13º
Lisbona 2001 - In linea Elite: 60º
Zolder 2002 - In linea Elite: 81º
Hamilton 2003 - In linea Elite: 35º
Madrid 2005 - In linea Elite: 19º
Salisburgo 2006 - In linea Elite: 32º
Stoccarda 2007 - In linea Elite: 60º
Varese 2008 - In linea Elite: 18º
Mendrisio 2009 - In linea Elite: 48º
Melbourne 2010 - In linea Elite: 44º
Copenaghen 2011 - In linea Elite: 45º
- Giochi olimpici

Atene 2004 - In linea: 43º
Atene 2004 - Cronometro: 34º